# 圣皇亨利堂

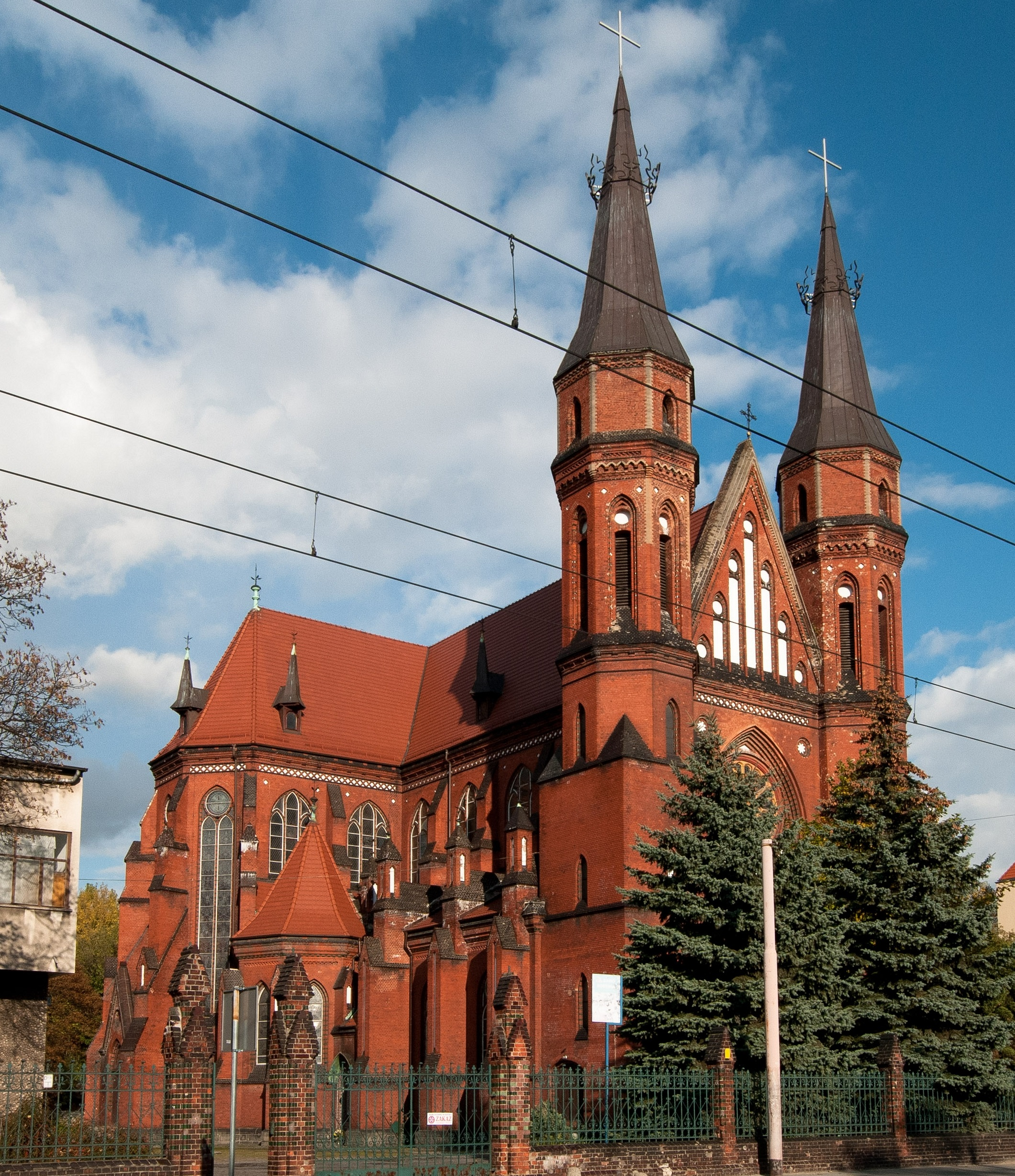

圣皇亨利堂（波兰语：Kościół św. Henryka we Wrocławiu；德语：St. Heinrich_(Breslau)）是一座罗马天主教堂区教堂，属于天主教弗罗茨瓦夫总教区。供奉圣皇亨利，位于波兰下西里西亚省首府弗罗茨瓦夫Ulica Gliniana 街18号。该堂建于1890-1893年，于 1893 年祝圣，是德意志帝国在文化斗争结束之后的最早修建的重要天主教教堂建筑之一。该堂为新哥特式建筑风格的砖砌双塔教堂，由布雷斯劳的德国建筑师约瑟夫·埃伯斯（Joseph Ebers）设计。该堂为拉丁十字平面，在耳堂和司祭席周围有一圈小堂。该堂 在二战中严重受损，分两期重建，21世纪初进行了新的修复。该堂自1977年起列为保护文物（编号A / 1302/355）。

## 历史
从19世纪中叶开始，由于胡比（Huby）和格林尼安基（Glinianki）许多周边村庄并入布雷斯劳，天主教教友人数迅速增加，形成一个庞大的天主教新社区。但是在1870年代的“文化斗争”时期，德国俾斯麦政府与天主教会之间的关系冻结。文化斗争结束后，在德意志帝国建造的第一座主要天主教堂，就是布雷斯劳的圣皇亨利堂。该堂的创建归功于在文化斗争中被废除的布雷斯劳主教亨利·福斯特（Heinrich Förster，1800-1881 年）的倡议，他为此捐赠了全部财产。教堂于1890年 4月1日奠基，1893年，教区主教格奥尔格·冯·科普枢机（Georg von Kopp）祝圣教堂，将其奉献给前任主教亨利·福斯特的的主保圣人圣皇亨利。
在第二次世界大战结束时，轰炸摧毁了布雷斯劳市大部分地区，该堂也在轰炸中严重受损，中殿的墙壁和教堂的尖顶被摧毁。战后自1940年代后期开始了修复重建，最初修建了简单的帐篷屋顶。21世纪初进行了新的修复，2003年恢复重建了巨大的镀铜尖顶，每个塔顶都有一个相同大小的十字架，将其恢复到1945年之前的形式。这项工程由波兰科学家马切伊·马拉乔维奇博士（Maciej Malachowicz）领导。

## 建筑
该堂为新哥特式建筑风格的双塔教堂，长50米，宽20米，耳堂宽30米，中殿拱顶高20米。教堂屋脊高出街道 30米，钟楼（无尖顶）高 40 米。教堂由砖砌而成，建筑的立面顶部是典型的法国哥特式大型玫瑰窗，具有典型的法式风格。两侧是两座八角形的钟楼，上面是壮观的超大尖顶。钟楼之间是主入口，其上方是装饰性的山形墙。
内部保留了19世纪的原貌，包括讲坛，和以教堂钟楼为背景描绘圣母玛利亚的湿壁画。教堂中殿上方覆盖着交叉拱顶，坚固的支柱用于吸收高大建筑的施工负荷。角落用绿色釉面陶瓷装饰。该堂有三扇高窗，其中一扇窗户描绘了教堂的主保圣人。在窄边上还有两个牛眼窗。教堂的一端有一台管风琴，在其后方，日光透过一扇花窗玻璃。该堂的礼仪用品中包括一个镀金的圣杯。